# Pernille Jessing Larsen
Pernille Jessing Larsen (ur. 6 marca 1992) – duńska pływaczka, brązowa medalistka mistrzostw Europy (basen 25 m).
Specjalizuje się w pływaniu grzbietowym. Jej największym dotychczasowym sukcesem jest brązowy medal mistrzostw Europy na krótkim basenie w Stambule w 2009 roku na dystansie 200 m tym stylem.